# Altenreuth (Weidenberg)
Altenreuth ist ein Gemeindeteil des Markts Weidenberg im Landkreis Bayreuth (Oberfranken, Bayern). Altenreuth liegt in der Gemarkung Fischbach.

## Geografie
Die Einöde liegt am Fuße des Iskarabergs (637 m ü. NHN, 0,6 km nördlich) an einer Erhebung des Fichtelgebirges. Ein Anliegerweg führt 0,2 km südlich zu einer Gemeindeverbindungsstraße, die nach Muckenreuth (1 km nordöstlich) bzw. zur Staatsstraße 2177 verläuft (0,9 km südwestlich).

## Geschichte
Altenreuth wurde 1394 erstmals urkundlich erwähnt. Der Ort war damals in Besitz der Herren von Weidenberg. 1534 gehörte das Gut dem Kloster Speinshart, 1568 war es in Besitz der der Herren von Künßberg zu Weidenberg.
Gegen Ende des 18. Jahrhunderts bestand Altenreuth aus einem Anwesen. Die Hochgerichtsbarkeit stand dem bayreuthischen Stadtvogteiamt Bayreuth zu. Das bayreuthische Amt Weidenberg war Grundherr des Gutes.
Von 1797 bis 1810 unterstand der Ort dem Justiz- und Kammeramt Neustadt am Kulm. Mit dem Gemeindeedikt wurde Altenreuth dem 1812 gebildeten Steuerdistrikt Mengersreuth und der zugleich gebildeten Ruralgemeinde Waizenreuth zugewiesen. Mit dem Gemeindeedikt von 1818 erfolgte die Eingemeindung nach Fischbach. Dieses wurde am 1. Januar 1970 in den Markt Weidenberg eingegliedert.

### Einwohnerentwicklung
| Jahr      | 001818 | 001861 | 001871 | 001885 | 001900 | 001925 | 001950 | 001961 | 001970 | 001987 |
| Einwohner | *      | 9      | 9      | 8      | 9      | 6      | 8      | 7      | 9      | 11     |
| Häuser    | *      |        |        | 1      | 2      | 1      | 1      | 1      |        | 1      |
| Quelle    | [ 7 ]  | [ 10 ] | [ 11 ] | [ 12 ] | [ 13 ] | [ 14 ] | [ 15 ] | [ 16 ] | [ 17 ] | [ 1 ]  |

## Religion
Altenreuth ist evangelisch-lutherisch geprägt und nach St. Michael (Weidenberg) gepfarrt.